# FC Orenburg
FC Orenburg (tiếng Nga: ФК «Оренбург») là một câu lạc bộ bóng đá của Nga có trụ sợ tại Orenburg, được thành lập năm 1976, hiện đang thi đấu tại Giải Bóng đá Quốc gia Nga.

## Lịch sử
Ngày 25 tháng 5 năm 2016, câu lạc bộ đã đổi tên từ FC Gazovik Orenburg thành FC Orenburg.

## Danh hiệu
Các giải quốc nội
- Russian National Football League: 2

2015–16, 2017–18

## Đội hình hiện tại
Tính tới tháng 7 năm 2020, theo official RPFL website Lưu trữ ngày 28 tháng 7 năm 2018 tại Wayback Machine.
Ghi chú: Quốc kỳ chỉ đội tuyển quốc gia được xác định rõ trong điều lệ tư cách FIFA. Các cầu thủ có thể giữ hơn một quốc tịch ngoài FIFA.
| Số | VT | Quốc gia   | Cầu thủ           |
| -- | -- | ---------- | ----------------- |
| 1  | TM | Nga        | Aleksandr Rudenko |
| 3  | HV | Belarus    | Mikhail Sivakow   |
| 5  | TV | Nga        | Timur Ayupov      |
| 6  | HV | Israel     | Adi Gotlieb       |
| 8  | TV | Croatia    | Danijel Miškić    |
| 10 | TV | Bồ Đào Nha | Ricardo Alves     |
| 11 | TĐ | Nga        | Andrea Chukanov   |
| 12 | HV | Nga        | Andrei Malykh     |
| 13 | HV | Nga        | Sergei Terekhov   |
| 17 | TV | Slovenia   | Žiga Škoflek      |
| 20 | TĐ | Ghana      | Joel Fameyeh      |

| Số | VT | Quốc gia   | Cầu thủ            |
| -- | -- | ---------- | ------------------ |
| 23 | TV | Kazakhstan | Islambek Kuat      |
| 24 | HV | Nga        | Daniil Krivoruchko |
| 31 | HV | Nga        | Vitali Shakhov     |
| 32 | TV | Nga        | Artyom Kulishev    |
| 33 | TV | Nga        | David Bidlovskiy   |
| 42 | HV | Nga        | Ivan Lapshov       |
| 38 | TM | Belarus    | Andrey Klimovich   |
| 51 | HV | Nga        | Danil Khoroshkov   |
| 66 | HV | Nga        | Savely Kozlov      |
| 90 | TM | Nga        | Aleksei Kenyaykin  |

## Các cầu thủ đáng chú ý
Các cầu thủ có tên được in đậm là tuyển thủ quốc gia khi còn khoác áo Orenburg.
| Nga/Liên Xô - Roman Vorobyov - Dmitry Yefremov Các nước thuộc Liên Xô cũ - Vital Bulyga - Pavel Nyakhaychyk - Almir Mukhutdinov - Ivan Popov - Nazim Ajiev | - Igor Sergeyev - Artūrs Zjuzins - Mantas Savėnas - Serghei Pașcenco - Vadim Afonin - Sanzhar Tursunov - Ruslan Uzakov - Farkhod Vosiyev - Farhat Bazarow |